# Crépy (Aisne)
Crépy is een gemeente in het Franse departement Aisne (regio Hauts-de-France). De plaats maakt deel uit van het arrondissement Laon. In de gemeente ligt spoorwegstation Crépy-Couvron. Crépy telde op 1 januari 2022 1.807 inwoners.

## Geografie
De oppervlakte van Crépy bedroeg op 1 januari 2022 27,7 vierkante kilometer; de bevolkingsdichtheid was toen 65,2 inwoners per km². De plaats ligt 9 km ten westen van Laon, gedeeltelijk in de vallei (63 m boven zeeniveau) en deels op een heuvel (183 m boven zeeniveau).  
De onderstaande kaart toont de ligging van Crépy met de belangrijkste infrastructuur en aangrenzende gemeenten.

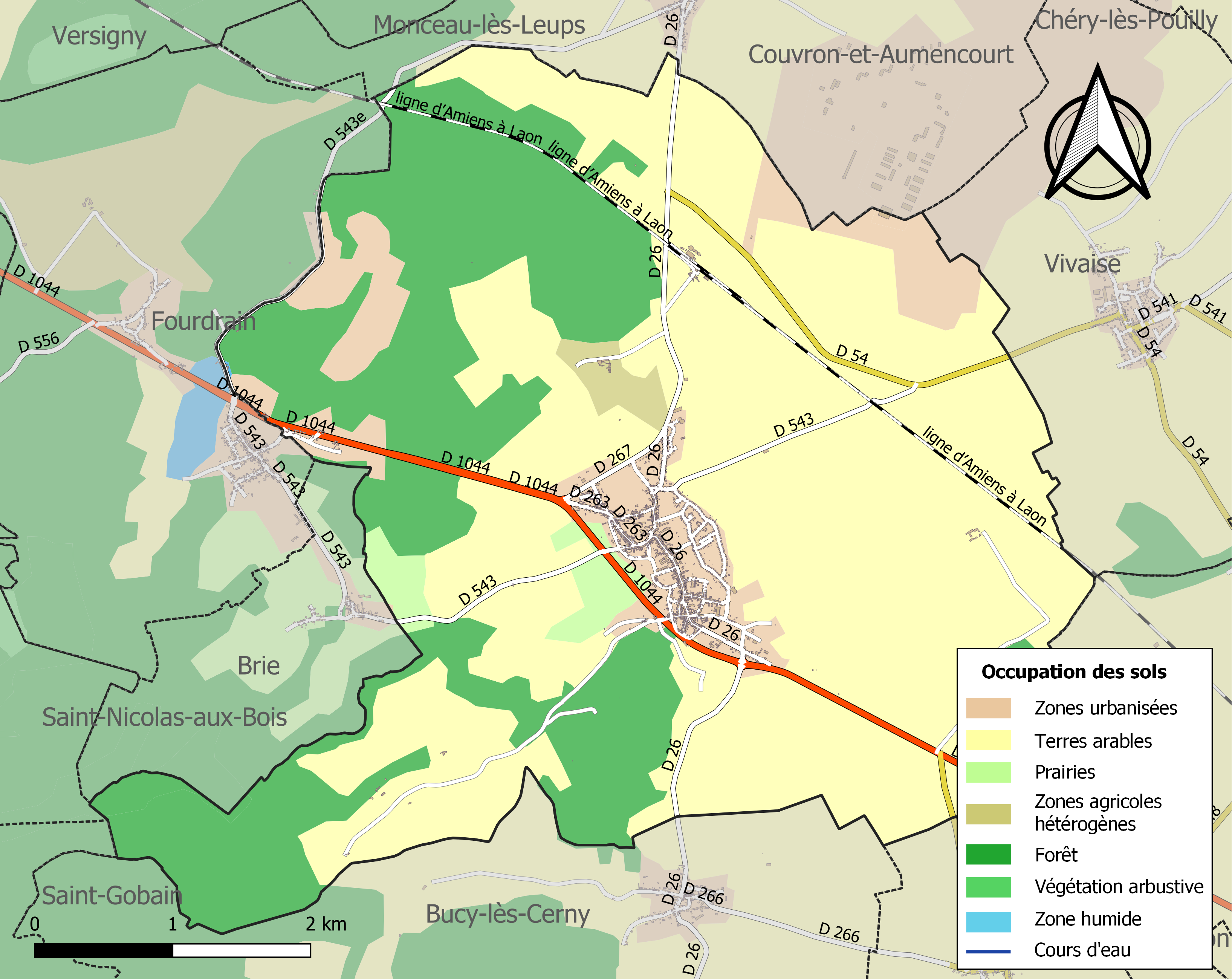

## Verkeer en vervoer
Twee km ten noorden van Crépy bevindt zich het spoorwegstationnetje Crépy-Couvron. Van hier kan men met de stoptrein naar Amiens en naar Laon reizen.
Crépy is via een goede, 9 km lange tweebaansweg verbonden met Laon.

## Geschiedenis
De plaats is in de periode der Merovingen  genoemd naar een persoon met de naam Crispus.
Crépy was lange tijd een klein, maar niet onbelangrijk stadje en heeft dan ook een rijke geschiedenis.
In de 7e eeuw was hier een versterkte plaats van de Merovingen. 
Vast staat, dat in de 11e eeuw Crépy tot het bezit van het St. Vincentiusklooster te Laon behoorde. In 1184 verleende Filips II van Frankrijk de plaats de status van commune, wat op een beperkt stadsrecht neerkomt. In de vroege 14e eeuw werd Crépy voorzien van een stadsommuring.
Crépy ligt strategisch gunstig en werd tijdens oorlogen dan ook diverse malen belegerd en ingenomen:
Tijdens de Honderdjarige Oorlog: door de Engelsen in 1373,  door de Engelsgezinde Bourguignons in 1418, maar in datzelfde jaar heroverd door de Fransgezinde Armagnacs, weer door de Bourguignons in 1420. Tijdens de Hugenotenoorlogen: door calvinistische troepen in 1568, en door de katholieke Heilige Liga in 1590.
Op 18 september 1544 werd in de kerk van het stadje de Vrede van Crepy gesloten.
In 1649 en 1658 werd Crépy geplunderd en gebrandschat door ongeregelde troepen soldaten.
Tot plm. 1860 was er in Crépy sprake van grootschalige wijnbouw. Van 1858 tot 1990 stond er een grote suikerfabriek. Een nieuwe woonwijk werd in de 20e eeuw gebouwd ten noorden van het vroegere stadje.
Uiteindelijk verloor Crépy zijn belang en verwerd tot een boerendorp.
In de Eerste Wereldoorlog stelden Duitse artillerietroepen in 1918 in het bos bij het stationnetje van Crépy een enorm kanon op. Daarmee beschoten ze Parijs.

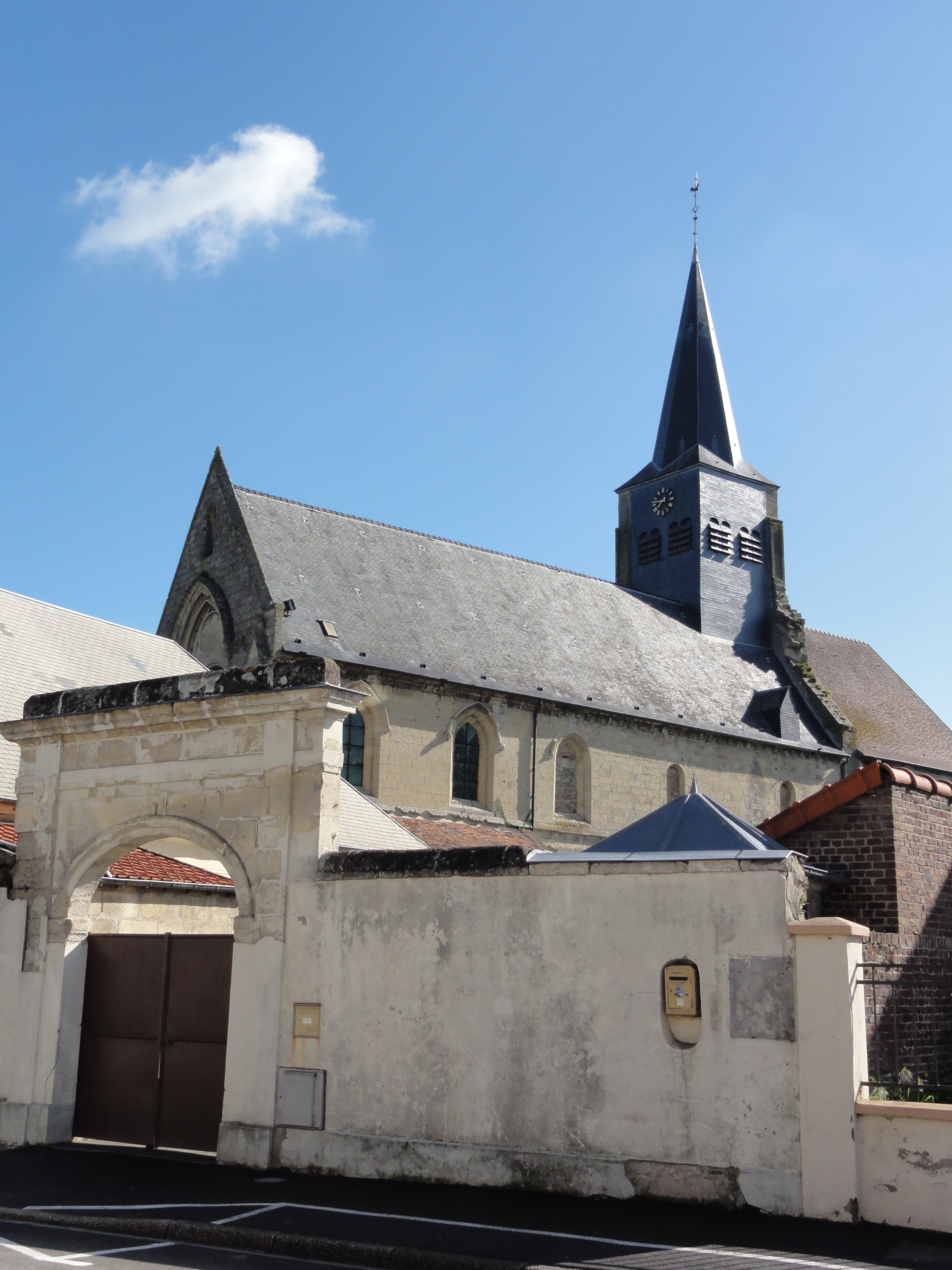
De O.L. Vrouwekerk

## Bezienswaardigheden
- De Onze-Lieve-Vrouwekerk (Notre Dame) waar in 1544  de Vrede van Crépy getekend werd
- De Sint-Pieterskerk (Saint Pierre)
- Laantje met cider-appelbomen op de plaats van de vroegere stadswallen
- Imposant bewaard gebleven rond fundament van het grote Duitse kanon uit 1918 in het bos (Forêt de l'Epine)  bij het station
- Ten westen van het plaatsje strekt zich een bosrijk gebied uit tot aan de Abdij van Prémontré, 15 km in zuidwestelijke richting

## Bekende personen, die met Crépy in verband staan

### Geboren
- Émile Dewoitine (1892-1979), Frans luchtvaartingenieur en -pionier
- Henri Milloux (1898-1980), Frans wiskundige, lid van de Académie des sciences op het gebied van de meetkunde, schreef in 1956 een boek, dat in Frankrijk als een standaardwerk geldt, met de titel: Traité de théorie des fonctions : principes méthodes générales.

## Demografie
Onderstaande figuur toont het verloop van het inwonertal (bron: INSEE-tellingen).
Vanwege een beveiligingsprobleem met de MediaWiki Graph-software is het momenteel niet mogelijk deze grafiek weer te geven. Zodra de software is bijgewerkt zal de grafiek vanzelf weer zichtbaar worden.